# 10 Komenda Odcinka Słońsk
10 Komenda Odcinka Słońsk – samodzielny pododdział Wojsk Ochrony Pogranicza.

## Formowanie i zmiany organizacyjne
10 Komenda Odcinka sformowana została w 1945 w strukturze organizacyjnej 2 Oddziału Ochrony Pogranicza. We wrześniu 1946 odcinek wszedł w skład Poznańskiego Oddziału WOP nr 2.
Rozkazem Naczelnego Dowództwa Wojska Polskiego nr 077/Org. z 13 lutego 1947 przeprowadzono dalsze zmiany w strukturze organizacyjnej. Rozformowano wówczas 8 komendę odcinka oraz 47 i 48 strażnicę.
Pod koniec kwietnia 1947 komendę 10 odcinka przeniesiono z Górzycy do Słońska.
W 1948, na bazie 10 Komendy Odcinka sformowano Samodzielny Batalion Ochrony Pogranicza nr 36.

## Struktura organizacyjna
Dyslokacja 10 Komendy Odcinka w 1945 przedstawiała się następująco:
- komendantura - Górzyca
- 46 strażnica – Tyrpice (Pławidło)
- 47 strażnica – Pamięcin
- 48 strażnica – Owczary
- 49 strażnica – Górzyca
- 50 strażnica – Górzyca północ

Dyslokacja 10 Komendy Odcinka Słońsk w 1947 przedstawiała się następująco:
- Komendantura odcinka nr 6 – Słońsk[d]
- 45 strażnica – Nowy Lubusz kat.4
- 46 strażnica – Tyrpice (Pławno) kat.4
- 49 strażnica – Górzyca ul. Pocztowa 16 kat.4
- 50 strażnica – Gorzyce północ [Kicenburz] (Ługi Górzyckie) kat.4
- 51 strażnica – Kostrzyn ul. Sikorskiego kat.4

## Dowódcy odcinka
- mjr Hipolit Świderski[7] (25.10.1945 – ?)
- mjr Franciszek Grabowski[5]